# Två tigerbröder
Två tigerbröder är en brittisk/fransk film från 2004 i regi av Jean-Jacques Annaud.

## Handling
Två tigerungar skiljs åt som små. De får växa upp i fångenskap, men under två helt skilda förhållanden. När de äntligen möts, står de öga mot öga på en vadslagningsarena, sporrade av giriga människor att strida mot varandra.

## Skådespelare
- Guy Pearce: Aidan McRory
- Freddie Highmore: Raoul Normandin
- Jean-Claude Dreyfus: Normandin
- Oanh Nguyen: Excellens
- Vincent Scarito: Zerbino
- Moussa Maaskri: Saladin
- Maï Anh Le: Naï-Rea
- Philippine Leroy-Beaulieu: Fru Normandin
- Kumal: honom själv
- Sangha: honom själv
- Mamma Tiger: hennes själv
- Far Tiger: honom själv

## Svenska röster
- Johan Hedenberg: Aiden McRory
- Oliver Åberg: Raoul Normandin
- Hasse Jonsson: Normandin, auktionsförrättare, butler
- Göran Gillinger: Zerbino
- Maria Rydberg: Fru Zerbino, Nai-Rea, kvinna
- Peter Sjöquist: Saladin, arbetare 2, assistent 2
- Annelie Berg Bhagavan: Fru Normandin, naken kvinna
- Ole Ornered: Hans excellens, arbetsledare
- Torsten Wahlund: Majordomo, gammal bybo, titel/skylt
- Charlotte Ardai Jennefors: Paulette
- Joakim Jennefors: Verlaine, Van Tranh, fotograf, man 2, ung invalid
- Dick Eriksson: Napoleon, assistent 1, tolk
- Torsten Wahlund: Dignitär, slaktare
- Mattias Knave: Arbetare 1, polis, man 1

## Svensk version
- Översättning: Anoo Bhagavan
- Tekniker och regi: Hasse Jonsson
- Studio: Eurotroll AB
- Producent: Lasse Svensson
- Svensk version producerad: Eurotroll AB